# حبونا
حبونا هي مدينة سعودية والعاصمة الإدارية لمحافظة حبونا التابعة لمنطقة نجران، بالمملكة العربية السعودية.

## نبذة
تقع شمال مدينة نجران على بعد 100 كم تقريباً وتقع على ضفاف وادي حبونا الذي ينتهي في رمال الربع الخالي. كما يبلغ عدد سكان مدينة حبونا أكثر من 8 آلاف نسمة حسب إحصائية سنة 2010م، ومن سكانها فروع من قبيلة يام.

## تاريخياً
ورد ذكر حبونا في شعر العرب قديماً، قال ابن مقبل:
وقال آخر:
وقال الهمداني: «حبونن: من ديار مذحج، وكذلك جاش ومريع ويبنبم. وهي اليوم لبني نهد».

## وصلات خارجية
- بيوت الطين.. هدية الماضي إلى أجيال المستقبل